# 레비야히헤도 제도
레비야히헤도 제도(스페인어: islas Revillagigedo, 영어: Revillagigedo Islands)는 대략 북위 18도, 서경 112도 부근에 위치한 태평양의 제도이다. 멕시코 콜리마주 만사니요에 속하며, 바하칼리포르니아반도 남단의 카보ㅓ산루카스 남서쪽 386km, 만사니요 서쪽 720km에서 870km 서쪽에 있다. 소코로섬, 산베네딕토섬, 로카파르티다섬, 클라리온섬의 화산섬으로 구성되어 있다.